# ماتيل
ماتيل (بالإنجليزية: Mattel Inc.) هي شركة لاستيراد ألعاب الأطفال وأنظمة ألعاب الفيديو تأسست عام 1945 ومقرها الرئيسي يقع في إل سغوندو بكاليفورنيا ولها فروع في مواقع أخرى حول العالم.
كبير المدراء التنفيذيين في الشركة هو روبرت إيه إيكيرت (بالإنجليزية: Robert A. Eckert).

## منتجات الشركة

### دمى
- من أشهر ألعاب الشركة دمية باربي التي هي مسؤولة عن 80% من أرباحها.

### ألعاب
- أونو

### أخرى
- سلايم، مادة لزجة متماسكة.
- تحول ميكارد

## وصلات خارجية
- ماتيل على موقع IMDb (الإنجليزية)
- ماتيل على موقع الموسوعة البريطانية (الإنجليزية)

- Mattel
- Vintage Mattel toys
- Mattel Toys Pictures of many toys at Figure-archive.net
- Matchbox Collectors Forum نسخة محفوظة 8 يونيو 2012 على موقع واي باك مشين. - The place to discuss anything about the Matchbox brand from inception in 1953 to today
- Matchbox Catalogue نسخة محفوظة 10 أبريل 2013 على موقع واي باك مشين. - A comprehensive catalog of all Matchbox die cast